# Brane Paić
Brane Paić je srpski pjevač porijeklom sa Korduna. Život provodi u inostranstvu, ponajviše u Srbiji i na turnejama širom srpske dijaspore. Smatraju ga najboljim glasom krajiške muzike.

## Diskografija
2006.: Prokleta je tvoja ljubav
- Kani suzo
- Mala sa Banije
- Pakao i raj
- Pije Vaso
- Pjevaj grlo
- Pozdravljam te Vrginmoste
- Prokleta je tvoja ljubav
- Živim kao pas

2008.: Brane sa Korane
- Brane sa Korane
- Crnooka
- Dođi janje
- Gledao sam s Pogledića
- Na Kordunu najljepše su zore
- Reci Bože
- Sjeničak
- Snijeg je pao
- Sto jarana
- Žena s' dječakom

2010.: Garava i plava
- Garava i plava
- Glumiš da si srećna
- Hej malena
- Ja tebi, ti meni
- Jelena
- Momak sa Korduna
- Oj Kordune
- Pjesma o Sivku
- Pobijediće ljubav prava
- Svi su moji isti dani
- Tuđina

2010.: Uživo
- Baraba
- Ubi me sramota
- Isprati me kada krenem
- Tamo đe je Glamoč
- Gordana
- Oj Kordune
- Vratio se na Baniju ćaća
- Kućo moja na Kordunu
- Baraba i zemljačino
- Ostariću možda
- Liko moja
- Nikada se promijeniti neću

2012.: Dijana
(spisak nije potpun)